# Machairocentron
Machairocentron är ett släkte av nattsländor. Machairocentron ingår i familjen Xiphocentronidae.
Kladogram enligt Catalogue of Life:
| Machairocentron | \| \| Machairocentron ascanius \| \| \| \| \| \| Machairocentron echinatum \| \| \| \| \| \| Machairocentron lucumon \| \| \| \| \| \| Machairocentron tarpeia \| \| \| \| \| \| Machairocentron teucrus \| \| \| \| |
|                 | \| \| Machairocentron ascanius \| \| \| \| \| \| Machairocentron echinatum \| \| \| \| \| \| Machairocentron lucumon \| \| \| \| \| \| Machairocentron tarpeia \| \| \| \| \| \| Machairocentron teucrus \| \| \| \| |
|                 | Abaria |
|                 | |
|                 | Cnodocentron |
|                 | |
|                 | Drepanocentron |
|                 | |
|                 | Melanotrichia |
|                 | |
|                 | Proxiphocentron |
|                 | |
|                 | Xiphocentron |
|                 | |
|                 | Machairocentron ascanius |
|                 | |
|                 | Machairocentron echinatum |
|                 | |
|                 | Machairocentron lucumon |
|                 | |
|                 | Machairocentron tarpeia |
|                 | |
|                 | Machairocentron teucrus |
|                 | |

|  | Machairocentron ascanius  |
|  |                           |
|  | Machairocentron echinatum |
|  |                           |
|  | Machairocentron lucumon   |
|  |                           |
|  | Machairocentron tarpeia   |
|  |                           |
|  | Machairocentron teucrus   |
|  |                           |